# Rémo Meyer
Rémo Meyer (*Langenthal, Suiza, 12 de noviembre de 1980), futbolista suizo. Juega de Defensa y su primer equipo fue FC Luzern.

## Selección nacional
Ha sido internacional con la Selección de fútbol de Suiza, ha jugado 5 partidos internacionales.
- Datos: Q688954